# تپه گوری کهنه
تپه گوری کهنه مربوط به دوره اشکانیان - دوره ساسانیان - دوران‌های تاریخی پس از اسلام است و در شهرستان زابل، بخش شهرکی و ناروبی، روستای گوری واقع شده و این اثر در تاریخ ۱۷ اسفند ۱۳۸۱ با شمارهٔ ثبت ۷۷۱۳ به‌عنوان یکی از آثار ملی ایران به ثبت رسیده است.